# Chợ Chùa
Chợ Chùa là thị trấn huyện lỵ của huyện Nghĩa Hành, tỉnh Quảng Ngãi, Việt Nam.

## Địa lý
Thị trấn Chợ Chùa cách thành phố Quảng Ngãi 9 km về phía tây nam, có vị trí địa lý: 
- Phía bắc giáp xã Hành Thuận
- Phía tây giáp các xã Hành Dũng và Hành Nhân
- Phía nam giáp xã Hành Minh
- Phía đông giáp các xã Hành Đức và xã Hành Trung.

Chợ Chùa có hai nhánh của sông Phước Giang chảy qua, phía nam có cầu Ngắn, phía bắc có cầu Bến Đá.
Thị trấn Chợ Chùa có dân số năm 2008 là 9.611 người.

## Lịch sử
Thị trấn Chợ Chùa được thành lập vào ngày 19 tháng 2 năm 1986 trên cơ sở một phần diện tự nhiên và dân số của xã Hành Thuận.

## Hành chính
Thị trấn Chợ Chùa được chia thành 6 tổ dân phố: Phú Vinh Đông, Phú Vinh Tây, Phú Vinh Trung, Phú Bình Tây, Phú Bình Đông, Phú Bình Trung.

## Danh nhân
Năm 1947, cơ quan Ủy ban Kháng chiến hành chính nam Trung Bộ đặt trụ sở làm việc tại thôn Phú Bình, Chợ Chùa (xã Hành Phong trước đây) - nơi cụ Huỳnh Thúc Kháng từng làm việc. Tháng 3/1947, cụ Huỳnh Thúc Kháng lâm bịnh nặng và qua đời đúng vào ngày 21/4/1947 tại gia đình chị Võ Thị Tuyết tại Chợ Chùa.